# Phaeocroides damarinus
Phaeocroides damarinus là một loài bọ cánh cứng trong họ Hybosoridae. Loài này được Péringuey miêu tả khoa học năm 1908.